# Combat de l'USS Boston et du Berceau
Quasi-guerre
Batailles
- Combat de l'USS Delaware et du Croyable
- Capture de l'USS Retaliation par le Volontaire et l’Insurgente
- Combat de l'USS Constellation et de l’Insurgente
- Combat naval du 1er janvier 1800
- Combat de l'USS Constellation et de la Vengeance
- Puerto Plata Harbor (en)
- Combat de l'USS Boston et du Berceau
- Combat de l'USS Enterprise et du Flambeau
- Invasion de Curaçao (en)

Le combat de l'USS Boston et du Berceau est une bataille navale livrée le 12 octobre 1800, pendant la quasi-guerre, qui oppose la France révolutionnaire aux États-Unis.

## Prélude
En naviguant à 600 miles au nord-est de la Guadeloupe, l'USS Boston, repère dans la matinée du 12 octobre, deux navires qu'il identifie comme des navires de guerre, une goélette (non identifiée) et le Berceau (en), un navire de 24 canons. Prenant des routes différentes, le Capitaine George Little (naval officer) (en) décide de poursuivre ce dernier. Le Boston gagne rapidement sur le Berceau avant de l'atteindre en fin de journée (le rapport américain indique l'heure 16 h 30, 15 h 30 heure française).

## Le combat
Le Berceau a alors raccourci sa voilure et les deux navires ont débuté l'engagement, chacun essayant de détruire les longerons, les voiles et le gréement de l'autre jusqu'à ce que les dommages subis obligent les deux navires à rompre le combat. Les équipages ont ensuite passé les heures suivantes à réparer les dégâts afin de reprendre le combat. Après le crépuscule, les deux navires sont à nouveau en mesure de s’engager (le rapport français indique un engagement intermédiaire supplémentaire). Ce nouvel engagement dure plus d'une heure. Le combat s'achève définitivement vers 22 h 20 (23 h 30 heure française). Le Berceau ayant perdu son mât principal et après avoir repoussé plusieurs tentatives d’abordage, le capitaine français décide d’abaisser le pavillon.

## Conséquences
Après plusieurs jours passés à réparer les longerons, les voiles et le gréement, le Boston remorque le Berceau conduit par Robert Haswell (en) comme prise à son port d'attache de Boston. À l'arrivée, il découvre que le combat s’est déroulé deux semaines après un accord de paix qui a officiellement mis fin aux hostilités. En conséquence, le Berceau est réparé aux frais des Américains et retourne en France.
La victoire est également entachée par les plaintes des officiers français. Ces derniers accusent les Américains d'avoir pillé leurs effets personnels et pris leurs domestiques nègres. Acquittés par une cour martiale, la plupart des officiers du Boston ont néanmoins été exclus de la Marine américaine.